# Titti Berg
Karin Birgitta "Titti" Berg, född 5 december 1963, är en svensk vänsterpartistisk politiker. Berg var Ung Vänsters förbundssekreterare 1991–1993. Hon satt i partistyrelsen för Vänsterpartiet 1993-1996 och blev återigen invald 2014. Hon har också varit vice ordförande i Vänsterpartiet Dalarna. Sedan 2013 arbetar Berg som rektor vid Malungs folkhögskola. Hon har tidigare också varit pressekreterare till Lars Ohly och Arbetarnas bildningsförbund-ombudsman. 